# Szeretünk Raymond
A Szeretünk Raymond   (eredeti cím: Everybody Loves Raymond) 1996-ban bemutatott amerikai televíziós sorozat. A műsor alkotója Philip Rosenthal, a történet pedig Ray Barone és családja életébe enged betekintést. A főbb szereplők közz megtalálható Ray Romano, Patricia Heaton, Brad Garrett, Madylin Sweeten és Doris Roberts.
A sorozatot a CBS adfa le 1996. szeptember 3. és 2005. május 16. között. Magyarországon a Viasat 3 mutatta be 2003-ban.

## Cselekmény
A sorozat főszereplője az olasz-amerikai Raymond "Ray" Barone, a Newsday nevű hírlap sportújságírója, aki Long Islanden él családjával. Ray elbizakodott és szarkasztikus, szinte mindenből viccet csinál, valamint gyakran kerüli a felelősséget, ami így rendszerint feleségére, Debrára hárul.
Raynek és Debrának három gyereke van: a lányuk Allison és két iker fiúk, Geoffrey és Michael. A házukkal szemben pedig Ray szülei, Marie és Frank laknak, velük él Ray idősebb testvére, a sorozat elején elvált Robert is.

## Szereplők
| Szereplő             | Színész         | Magyar hang                   |
| -------------------- | --------------- | ----------------------------- |
| Raymond "Ray" Barone | Ray Romano      | Galbenisz Tomasz Schnell Ádám |
| Debra Barone         | Patricia Heaton | Kiss Erika                    |
| Frank Barone         | Peter Boyle     | Makay Sándor                  |
| Robert Barone        | Brad Garrett    | Faragó András                 |
| Marie Barone         | Doris Roberts   | Pásztor Erzsi                 |

## Epizódok
| Évad | Évad | Epizódok | Eredeti sugárzás     | Eredeti sugárzás | Eredeti adó |
| Évad | Évad | Epizódok | Évadpremier          | Évadfinálé       | Eredeti adó |
| ---- | ---- | -------- | -------------------- | ---------------- | ----------- |
|      | 1    | 22       | 1996. szeptember 13. | 1997. április 7. | CBS         |
|      | 2    | 25       | 1997. szeptember 22. | 1998. május 18.  | CBS         |
|      | 3    | 26       | 1998. szeptember 21. | 1999. május 24.  | CBS         |
|      | 4    | 24       | 1999. szeptember 20. | 2000. május 22.  | CBS         |
|      | 5    | 25       | 2000. október 2.     | 2001. május 21.  | CBS         |
|      | 6    | 24       | 2001. szeptember 24. | 2002. május 20.  | CBS         |
|      | 7    | 25       | 2002. szeptember 23. | 2003. május 19.  | CBS         |
|      | 8    | 23       | 2003. szeptember 22. | 2004. május 24.  | CBS         |
|      | 9    | 16       | 2004. szeptember 20. | 2005. május 16.  | CBS         |